# 한국과학상
한국과학상은 자연과학분야의 주요 원리를 규명하여 세계적 수준의 탁월한 연구 업적을 이룩한 과학자를 발굴, 포상하여 국내 기초과학 연구활동의 진흥을 도모하고, 창의적이고 의욕적인 연구개발활동을 북돋우기 위하여 미래창조과학부와 한국연구재단이 주관하여 수여하는 상이다. 수상대상은 국내 대학 또는 연구직에 종사하는 한국인 및 한국계 과학자로 한하며 수상근거는 1987년에 제정된 한국과학재단규정에 따른다. 한국과학상과 한국공학상(공학분야)은 매년 3명씩 격년으로 선정했다가 2016년부터 매년 시상한다.
과학부문 시상은 1987년부터 격년으로 시행해왔으며 후보자 추천은 추천권자의 개인적 추천과 추천인단의 추천으로 이루어진다. 연구 업적은 국내에서 연구된 단일과제의 연구성과로 한하며 심사는 세부분야심사, 전문분야심사, 종합심사를 거쳐 외국인 석학의 자문을 거쳐 이루어진다. 제4회(1993)까지는 분야를 불문하고 대상1인과 복수의 장려상을 시상하다가 제5회(1995)부터는 수학/물리/화학/생명의 세부분야별로 1인씩 시상하였다. 무조건 분야별로 수상을 한 것이 아니고 적당한 후보가 없으면 시상하지 않는 분야도 있다.
공학부문은 1994년 제1회부터 격년으로 시상을 하다가 역시 2016년부터 매년 시상한다. 세부분야는 아래와 같다. 과학과 마찬가지로 적당한 후보가 없으면 제외되는 분야도 생긴다.

## 공학 시상 분야
- 제1군: 전기, 전자, 컴퓨터, 정보통신 등 관련분야
- 제2군: 기계, 금속, 세라믹, 항공, 조선, 산업공학, 전자재료 등 관련분야
- 제3군: 화공, 식품, 고분자, 섬유, 생물공학, 공업화학 등 관련분야
- 제4군: 에너지, 건축, 토목, 환경, 자원, 도시공학 등 관련분야

## 역대 수상자

### 부문별 수상자
| 연도          | 분야             | 수상자                               | 비고 |
| ------------- | ---------------- | ------------------------------------ | --- |
| 1987년 제1회  | 물리(대상)       | 김진의 서울대 물리학과               | 아주 가벼운 액시온 이론 및 현상연구 (우주의 생성과 진화를 이해할 수 있는 소립자의 상호작용 규명) |
| 1987년 제1회  | 생명과학(장려상) | 박상대 서울대 동물학과               | DNA 손상 및 회복 연구 (발암성 유전병에 대한 근본적 생명현상 규명) |
| 1987년 제1회  | 화학(장려상)     | 서정헌 서울대 화학과                 | 금속효소 및 그 모형계에 대한 메카니즘 (생명현상의 근원인 효소의 촉매작용에 관한 근본원리를 확립) |
| 1989년 제2회  | 수학(장려상)     | 김종식 서울대 수학과                 | 격자준동형의 판별법 |
| 1989년 제2회  | 물리(장려상)     | 조용민 서울대 물리학과               | 고차원적 통일장 이론의 연구 (우주구조 현상에 대한 4대 기본이론을 하나의 큰 이론으로 통합함을 최초로 증명) |
| 1989년 제2회  | 화학(장려상)     | 심상철 KAIST 화학과                  | 스틴벤 계열 올레핀의 광화학 반응 연구 (화합물의 광화학 반응 메카니즘을 기존 방법의 역으로 체계적으로 규명) |
| 1989년 제2회  | 생명과학(장려상) | 이호왕 고려대 의대                   | 신증후 출혈열 병원체의 발견과 예방 (유행성 출혈열의 병원체 발견과 혈청학적 진단법을 완성) |
| 1991년 제3회  | 화학(장려상)     | 진정일 고려대 화학과                 | 액정중합체의 미세화학구조와 성질과의 관계 (새로운 차세대 엔지니어링 플라스틱 개발의 기반이 되는 액정고분자 합성) |
| 1991년 제3회  | 생명(장려상)     | 정진하 서울대 동물학과               | 대장균 세포내APT-의존성 단백질 가수분해 효소 Ti에 관한 연구 (대장균에서 새로운 단백질 가수분해 효소의 생리. 생화학적 기작 규명) |
| 1993년 제4회  | 화학(대상)       | 서정헌 서울대 화학과                 | 유기반응에 대한 금속이온의 루이스산 촉매 작용에 관한 연구 (인체에 유해한 독가스를 제거할 수 있는 인공효소 본격 개발의 터전 마련 ) |
| 1993년 제4회  | 화학(장려상)     | 김성각 KAIST 화학과                  | 1,5-Bu,Sn과 1,5-수소전이에 의한 라디칼 유치 변동을 통한 비닐에폭시화물 라디칼 반응연구 (플라스틱 및 시약개발과 관계되는 래디칼 반응원리 규명) |
| 1993년 제4회  | 생명(장려상)     | 임정빈 서울대 미생물학과             | GTP Cyclohydrolase에 의한 테리딘 화합물 대사조절에 관한 연구 (인체의 바이러스 감염 등의 질환을 진단할 수 있는 이론적 토대 마련) |
| 1995년 제5회  | 물리             | 임지순 서울대 물리학과               | 반도체 초격자의 전자구조에 관한 이론연구 (차세대 반도체 초격자의 변환 전자지도를 제시) |
| 1995년 제5회  | 화학             | 김명수 서울대 화학과                 | 이온분해 반응론과 동력학 (물질의 이온분해 과정에 대한 독창적인 이론 및 실험법을 개발) |
| 1997년 제6회  | 물리             | 오세정(44) 서울대 물리학과           | 내각준위 광전자 분광법을 이용한 무거운 3d 전이원소 화합물의 전자구조 연구 |
| 1997년 제6회  | 화학             | 이은(51) 서울대 화학과               | 닥토멜라인의 전합성 |
| 1999년 제7회  | 물리             | 장기주 KAIST 물리학과                | 탄화실리콘의 구조 및 전자적 특성에 관한 연구 |
| 1999년 제7회  | 화학             | 최진호 서울대 화학과                 | 초전도체와 유기물 층상혼성물질 개발 및 구조적 특성에 관한 연구 |
| 1999년 제7회  | 생명             | 조무제 경상대 농대                   | 칼모듈린이성체에 의해 매개되는 식물생체방어 신호전달과정 및 병저항성 형질전환식물체 개발 |
| 2001년 제8회  | 수학             | 황준묵(38) 고등과학원 수학부         | 고차원 공간의 좌표를 복소수로 기술하는 복소다양체론 분야에서 15년 동안 미해결 문제였던 ‘라자스펠드 예상’이 참임을 1999년 처음 증명 |
| 2001년 제8회  | 물리             | 최무영(44) 서울대 물리학과           | 전자계 및 초전도 조지프슨 접합계에서 특이한 양자결맞음 현상을 새롭게 찾아낸 연구 |
| 2001년 제8회  | 화학             | 김기문(47) 포항공대 화학과           | 거울상 대칭을 보이는 광학이성질체 중 한쪽 형태를 가지는 다공성 결정물질을 합성해 원하는 형태의 광학이성질체를 선택적으로 분리 합성할 수 있는 촉매로 사용가능 확인                                                                                      |
| 2001년 제8회  | 생명             | 최의주(44) 고려대 생명과학부         | 세포 사멸에서 중요한 역할을 하는 스트레스 신호전달계가 세포 성장 억제인자에 의해 조절 확인 |
| 2003년 제9회  | 수학             | 채동호(46) 서울대 수리과학부         | 10년간 미해결과제로 남아있던 난제였던 천-사이몬즈-힉스 방정식에서 비위상적 일반해를 독창적인 논법으로 해결 |
| 2003년 제9회  | 물리             | 노태원(47) 서울대 물리학부           | 강유전체 피로현상의 기본 메커니즘을 규명하고 이를 바탕으로 BLT라는 F램용 신소재를 개발 |
| 2003년 제9회  | 화학             | 김광수(54) 포항공대 화학과 김광수    | 분자간 상호작용력 및 분자뭉치계에 대한 이론적 토대를 정립 |
| 2003년 제9회  | 생명             | 김성훈(46) 서울대학교 약학대         | 단백질 합성과젱에 필수적 역할을 하는 효소들인 aminoacyl-tRNA synthetase(ARS)들과 이들과 결합하고 있는 단백질 인자들이 수행하는 생명조절 기능과 네트워크 연구분야에서 이룩한 업적을 인정                                                                |
| 2005년 제10회 | 수학             | 강석진(44) 서울대 수학과             | 아핀 양자군의 결정기저와 Young wall의 조합론 |
| 2005년 제10회 | 물리             | 이성익(53) 포항공대 물리학과         | 새로운 초전도체 개발 및 초전도의 새로운 개념 확립 |
| 2005년 제10회 | 화학             | 김동호(49) 연세대 화학과             | 인공 생리활성 분자계의 에너지 및 전자 전달 현상 규명 |
| 2005년 제10회 | 생명             | 남홍길(49) 포항공대 생명과학과       | 물이 빛의 량과 밤낮의 길이 변화를 인식하고 이에 적응 하는 기작에 대한 분자 수준의 해명 |
| 2007년 제11회 | 수학             | 금종해 (51) 고등과학원 수학부        | 대수기하학 분야의 20년 묵은 중요문제인 ‘유한표수체 위에서 정의된 K3 곡면의 사교 유한대칭군의 분류’ 문제를 해결하는 데 성공해 수학분야 최고 학술지인 ‘Annals of Mathematics’에 2006년 1월에 게재                                                        |
| 2007년 제11회 | 물리             | 이수종(49) 서울대학교 물리천문학부   | 원자핵을 구성하는 무한히 강한 ‘게이지’ 힘의 기본원리를 미약한 중력과 끈이론에 연결시켜 이해할 수 있다는 사실을 규명하고, 유한 온도에서의 게이지 힘은 블랙홀 주변에서의 미약한 중력과 대응됨을 확인                                                     |
| 2007년 제11회 | 화학             | 백명현(60) 서울대학교 화학부         | 거대고리 착화합물을 이용해 다공성 초분자를 합성할 수 있는 자기조립 기법을 개발하고 이후 다양한 기능성을 가진 많은 다공성 초분자 결정 물질을 합성, 또 다공성 초분자를 이용해 작고 균일한 크기의 은, 금, 팔라듐의 나노입자를 생성하는 방법을 최초로 개발 |
| 2007년 제11회 | 생명             | 오병하(47) 포항공과대학교 생명과학과 | 인체에서 단백질을 운반하는 ‘운반소낭’이 표적 세포소기관에 정확하게 전달되도록 유도 작용을 하는 단백질 운반소낭 결착인자의 분자 3차원 구조와 그 작용 메커니즘을 규명                                                                                    |
| 2009년 제12회 | 수학             | 강현배(50세) 인하대학교 수학통계학부 | 역학과 합성물 이론의 응용분야와 순수수학을 연결하는 학제적 연구 분야의 세계적인 권위자로, 수학계에서 60년간 풀리지 않은 숙제인 ‘폴야-세고 예측’과 ‘에슐비 예측’을 명쾌하게 증명                                                                        |
| 2009년 제12회 | 물리             | 이용희(55세) 한국과학기술원 물리학과 | 광결정 물리광학 분야의 세계적인 과학자 중 하나로, 물리적으로 가장 작은 공진기에 근접하는 레이저 모습을 순수 국내 기술과 연구력을 동원하여 세계 최초로 실험적으로 규명                                                                                  |
| 2009년 제12회 | 화학             | 윤경병(54세) 서강대학교 화학과       | 나노 및 마이크로 입자를 조직화시켜 다양한 新물질을 창출하는 새로운 연구 분야를 개척 |
| 2009년 제12회 | 생명             | 오우택(55세) 서울대학교 약학대학     | 상피세포를 통한 수분과 전해질 분비에 절대적으로 필요한 염소이온 채널의 新유전자인 “아녹타민1”을 발견하여 지금까지 불치병으로 알려진 낭포성섬유증 등의 치료에 획기적인 전기를 마련                                                                      |
| 2011년 제13회 | 수학             | 박종일 (48세) 서울대학교 수리과학부  | 위상수학과 사교기하학 분야에서 지난 수십 년 동안 최고의 난해한 문제로 여겨진 ‘b2+=1과 c12=2인 단순연결된 4차원 사교다양체의 존재성 문제’에 대해 ‘rational blow-down surgery'라는 위상적 수술을 독창적인 방법으로 사용하여 해결                         |
| 2011년 제13회 | 물리             | 최기운(52세) KAIST 물리학과          | 입자물리학 초대칭이론에서 새로운 형태의 초대칭깨어짐을 발견하고 초대칭입자 질량패턴을 규명 |
| 2011년 제13회 | 생명             | 노정혜 (54세) 서울대학교 생명과학부  | 세균을 모델로 산화적 스트레스에 대한 대응반응을 분자수준에서 규명 |
| 2013년 제14회 | 물리             | 김대식 서울대 물리천문학부           | 밀리미터 파장 영역의 빛이 나노미터 구멍에 집속되는 현상을 발견해 테라헤르츠-나노기술 분야를 선도한 공로 |
| 2013년 제14회 | 화학             | 장석복 카이스트 화학과               | 팔라듐(Palladium) 촉매를 매개로 하는 탄소-수소 결합의 활성화 메커니즘을 규명하고 촉매반응을 개발 |
| 2013년 제14회 | 생명             | 서영준 서울대 약학대학               | 세포내 신호 전달과 관련된 분자지표를 이용해 발암억제 효능에 대해 규명 |
| 2015년 제15회 | 물리             | 염한웅 포항공대                      | 금속원자선의 특이상전이와 카이럴솔리톤을 세계 최초로 발견하여 원자선 전자물성 분야를 개척 |
| 2015년 제15회 | 화학             | 남원우 이화여대                      | 산소화 효소 중간체의 구조 및 화학적 성질 규명 |
| 2015년 제15회 | 수학             | 이영조 서울대                        | 다단계 일반화 선형모형(Hierarchical Generalized Linear Models : HGLM)의 창시 |
| 2016년 제16회 | 물리             | 박제근 서울대                        | 다중강성 육방망간산화물의 거대 자기-격자 결합 |
| 2016년 제16회 | 생명             | 임대식 KAIST                         | Hippo 신호전달회로 연구 |

## 같이 보기
- 한국공학상
- 젊은과학자상
- 호암상
- 고시바상
- 미래창조과학부
- 한국과학기술한림원
- 대한민국 최고과학기술인상
- 대한민국 국가과학자
- 포스코청암상